# Bolnissi
Bolnissi (georgisch ბოლნისი) ist eine Stadt in Georgien. Sie liegt in der Region Niederkartlien (Kwemo Kartli) und hat 8967 Einwohner (2014). Die Stadt geht auf eine Gründung durch kaukasiendeutsche Siedler unter dem Namen Katharinenfeld im Jahr 1818 zurück. Der heutige Name ist von der knapp 10 km südlich beim gleichnamigen Dorf gelegenen Bolnissier Sioni-Kirche aus dem 5. Jahrhundert abgeleitet.

## Geschichte
Ab dem 10. Mai 1817 begann eine große Auswanderungswelle radikaler Pietisten aus Württemberg, die vor der Gängelung durch die Obrigkeit fliehen wollten. Es ging per Schiff von Ulm aus auf der Donau über Bukarest, Ismail, Odessa, Cherson, Mariupol, Rostow und von dort über das Kaukasische Gebirge nach Tiflis. Sie wurden damals „Separatisten“ genannt, da sie sich von der Landeskirche abspalteten. Mehr noch trieb sie die von religiöser Endzeitstimmung inspirierte Hoffnung auf die unmittelbar bevorstehende Wiederkehr Christi. Das Ziel, um vor der Bedrängnis durch die ungläubige Umgebung zu fliehen, lokalisierten die Pietisten im Kaukasus, weil der russische Zar Alexander Unterstützung in Aussicht gestellt hatte. Der ersten Gruppe von 65 Familien gelang es, sich 25 Kilometer südwestlich von Tiflis in einem Flusstal anzusiedeln.
Zwei weitere Gruppen, insgesamt 135 Familien, ließen sich anfänglich 180 Kilometer südöstlich von Tiflis an dem kahlen, klimatisch ungesunden Ort Schamkor (Alt-Katharinenfeld) nieder. Die russische Regierung streckte Nahrungsmittel vor und sorgte dafür, dass die umliegenden Tataren ihre Sommerzelte den Einwanderern überließen, bis diese sich eigene Behausungen gebaut hatten. Viele starben im folgenden Sommer an Epidemien, die verbleibenden Siedler zogen – nach einem Ersuchen der Regierung – im Winter 1819 zum heutigen Ort Bolnissi, den sie Neu-Katharinenfeld nannten, einige Kilometer von der Sioni-Kirche entfernt. Hier befand sich auf einem „Georgsberg“ ein armenischer und griechischer Wallfahrtsort.
Der Name Katharinenfeld sollte die württembergische Königin Katharina, die Schwester von Zar Alexander I. ehren. Während eines muslimischen Aufstandes im Südkaukasus anno 1826 wurde die Stadt von muslimischen Freischärlern überfallen. Zahlreiche Einwohner wurden getötet oder als Sklaven in die Türkei entführt. Im Gedenken an dieses Vorkommnis und an den anschließenden Wiederaufbau wurde jährlich ein „Aufbaufest“ gefeiert. Im Ort gab es fünf Fußballmannschaften, eine deutsche Zeitung, eine Grundschule, eine lutherische Kirche mit Chor, einen Jägerverein, eine Theatergruppe und einen Stadtpark. Insgesamt erlebten die Siedler bald einen wirtschaftlichen Aufschwung und pflegten ein reges Gemeindeleben. 1854 weihten sie mitten im Krimkrieg eine Kirche ein.
Nach der Besetzung Georgiens durch die Rote Armee 1921 wurde der Name zum Gedenken an Rosa Luxemburg in Luxemburg geändert. Am 28. August 1941, als Folge des Überfalls der Wehrmacht auf die Sowjetunion (Unternehmen Barbarossa), wurden alle Kaukasiendeutschen, die nicht mit Georgiern verheiratet waren, nach Sibirien und Kasachstan deportiert. Fast 6.000 Menschen mussten die Stadt verlassen. 1944 erhielt die Stadt den Namen Bolnissi.
Der Turm der evangelischen Kirche wurde nach dem Zweiten Weltkrieg von deutschen Kriegsgefangenen abgerissen, die Kirche wurde in eine Sporthalle verwandelt. Derzeit bestehen Pläne zum Bau einer neuen Sporthalle und zum Wiederaufbau des Kirchturms.

## Stadtbild
Heute sind 85 Prozent der Einwohner Georgier. Die Stadt lebt vom Weinbau sowie vom Obst- und Gemüseanbau. Es gibt eine Weinkellerei und eine Brauerei. Ein überwiegend von ethnischen Aserbaidschanern bewohnter Stadtteil liegt etwas außerhalb der Hauptsiedlung und heißt „Kvemo Bolnissi“ (deutsch „Unter-Bolnissi“).
Im nahe gelegenen Dorf Ratewani wird Gold abgebaut. Der Fußballverein heißt Sioni Bolnissi.
Das kulturelle Erbe der einstigen deutschen Siedler wird in Bolnisi heute vor allem von der Gemeinde der evangelischen Kirche getragen. Im evangelischen Gemeindehaus findet sich eine kleine deutschsprachige Bibliothek und ein Museumsraum, in dem über die deutsche Geschichte der Stadt berichtet wird. Die Gottesdienste finden teilweise in deutscher Sprache statt. Die meisten evangelischen Christen Georgiens stammen aus Mischehen zwischen Kaukasusdeutschen und anderen Völkern.

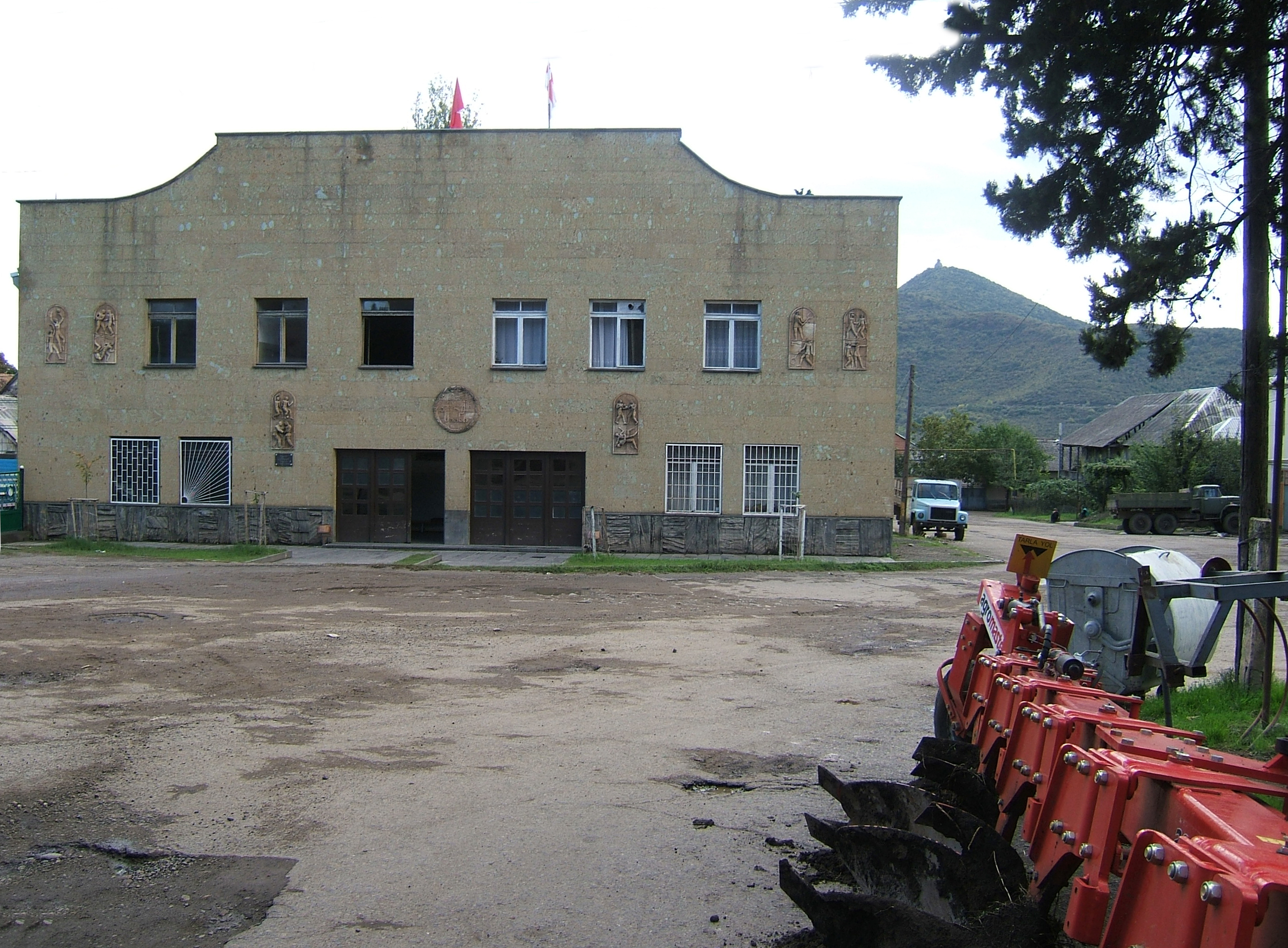
Die ehemalige evangelische Kirche von Katharinenfeld, heute eine Sporthalle
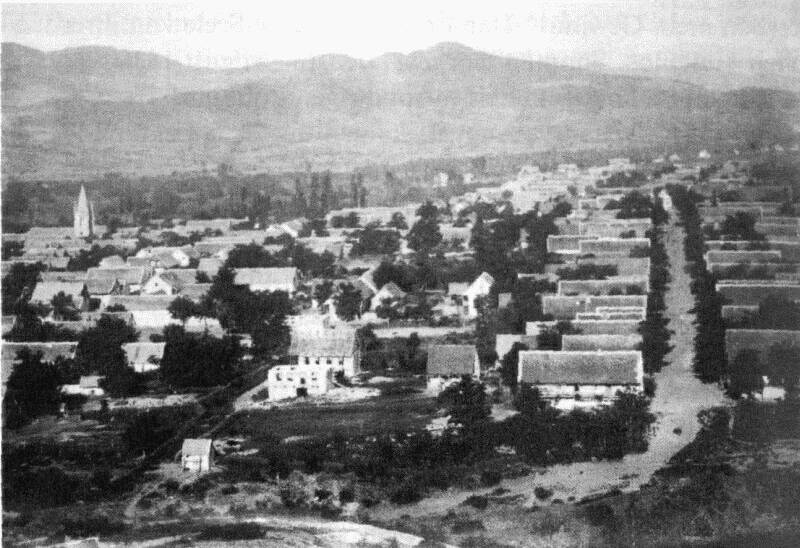
Eine alte Stadtansicht von Katharinenfeld
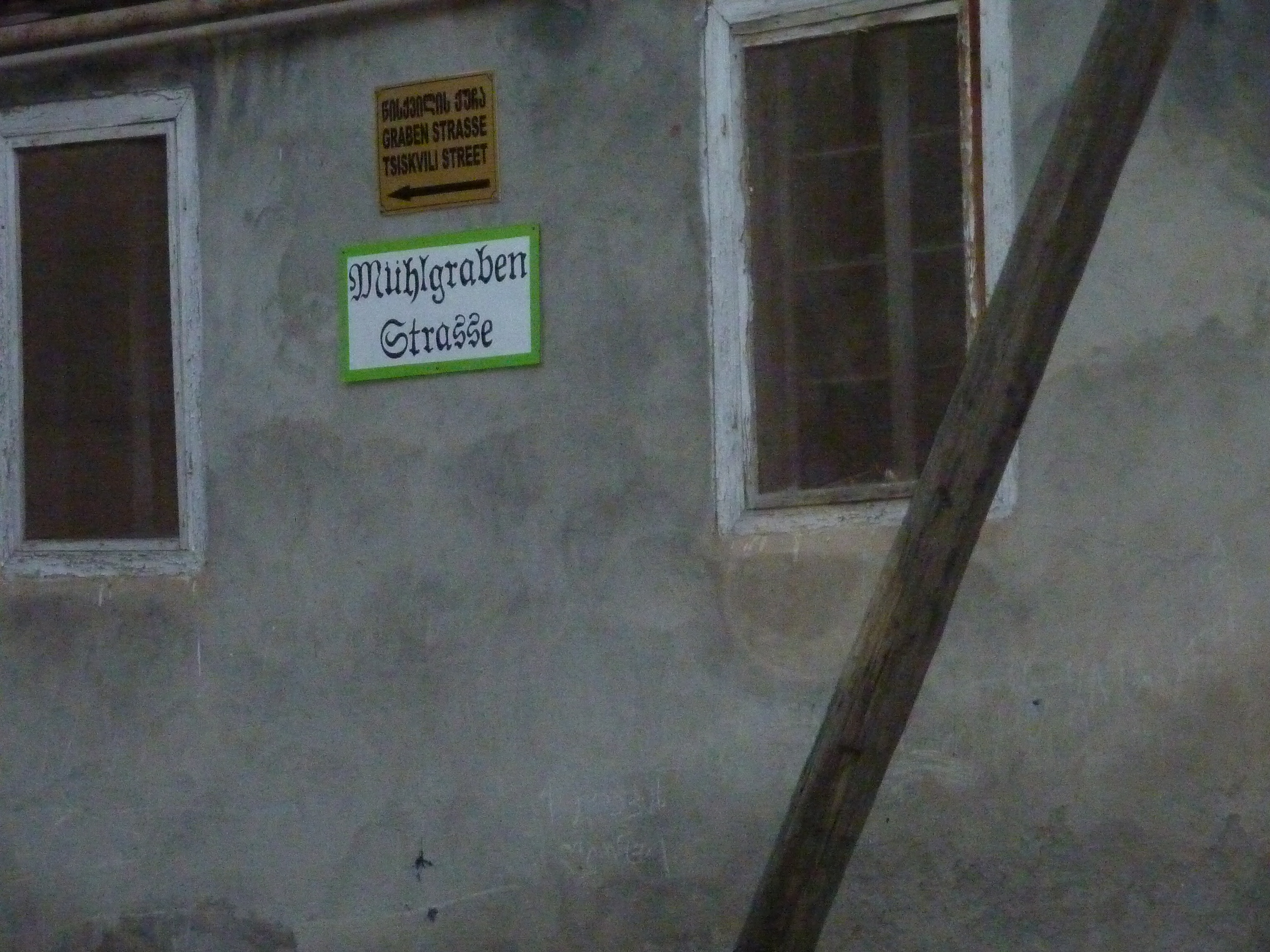
Ein deutsches Straßenschild in Bolnissi
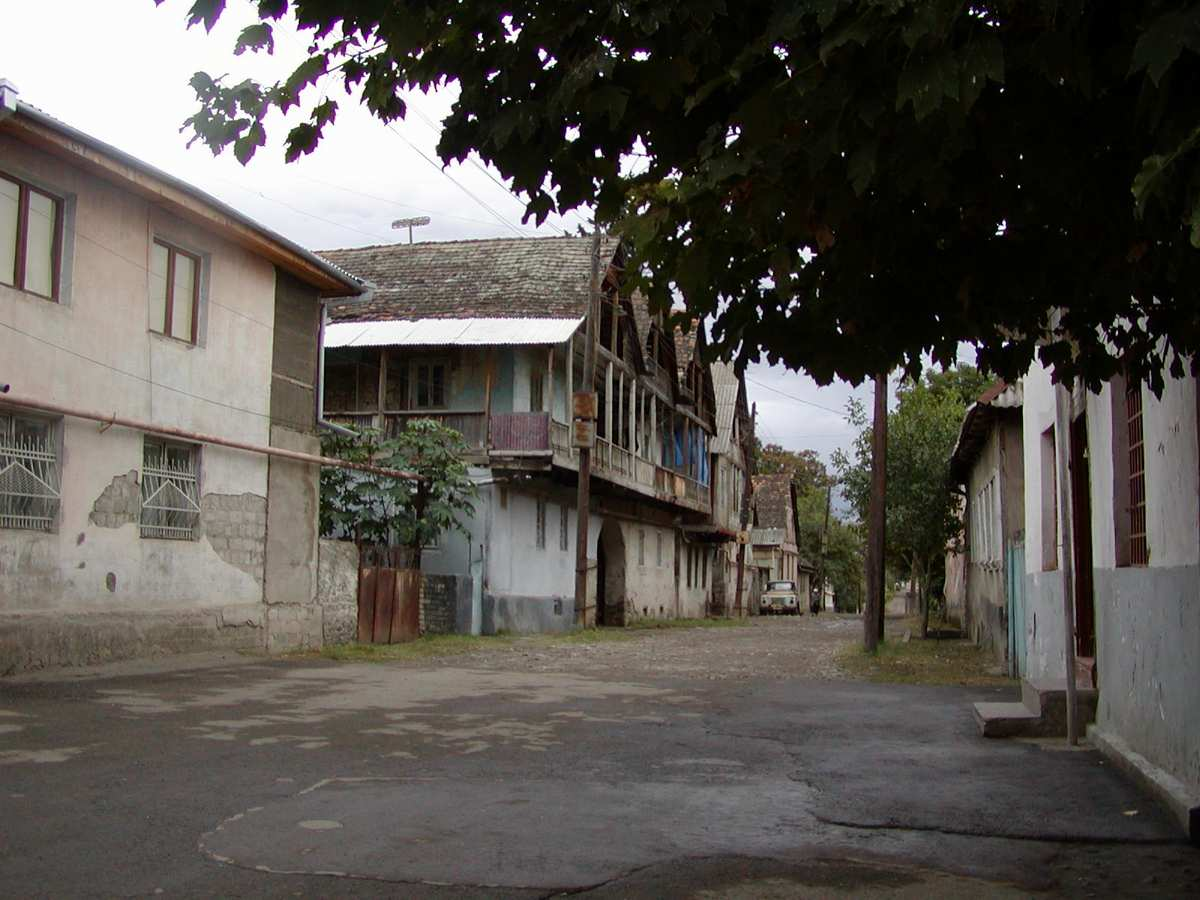
Straßenzug in Bolnissi

Bolnissi beherbergt eine der ältesten christlichen Kirchen Georgiens. Die Sioni-Kirche stammt aus dem 5. Jahrhundert. In ihrem Mauerwerk sind heidnische Elemente erkennbar. Das ursprüngliche Dach wurde durch eine Bedeckung aus dem 20. Jahrhundert ersetzt.
An das Schicksal der deutschen Einwohner erinnert im Zentrum der Stadt eine zweisprachige Gedenktafel.

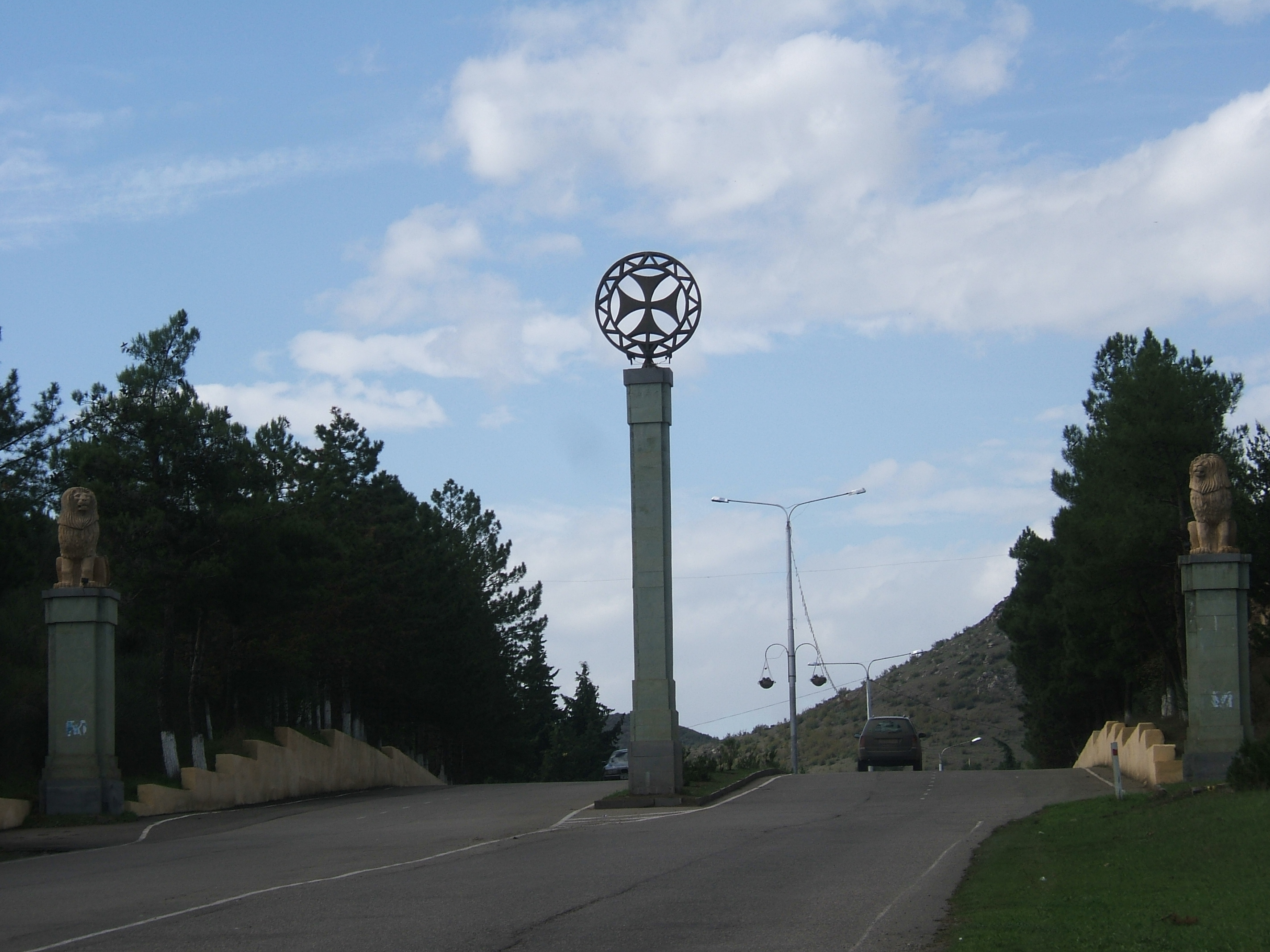
Stadteingang mit dem „Kreuz von Bolnissi“
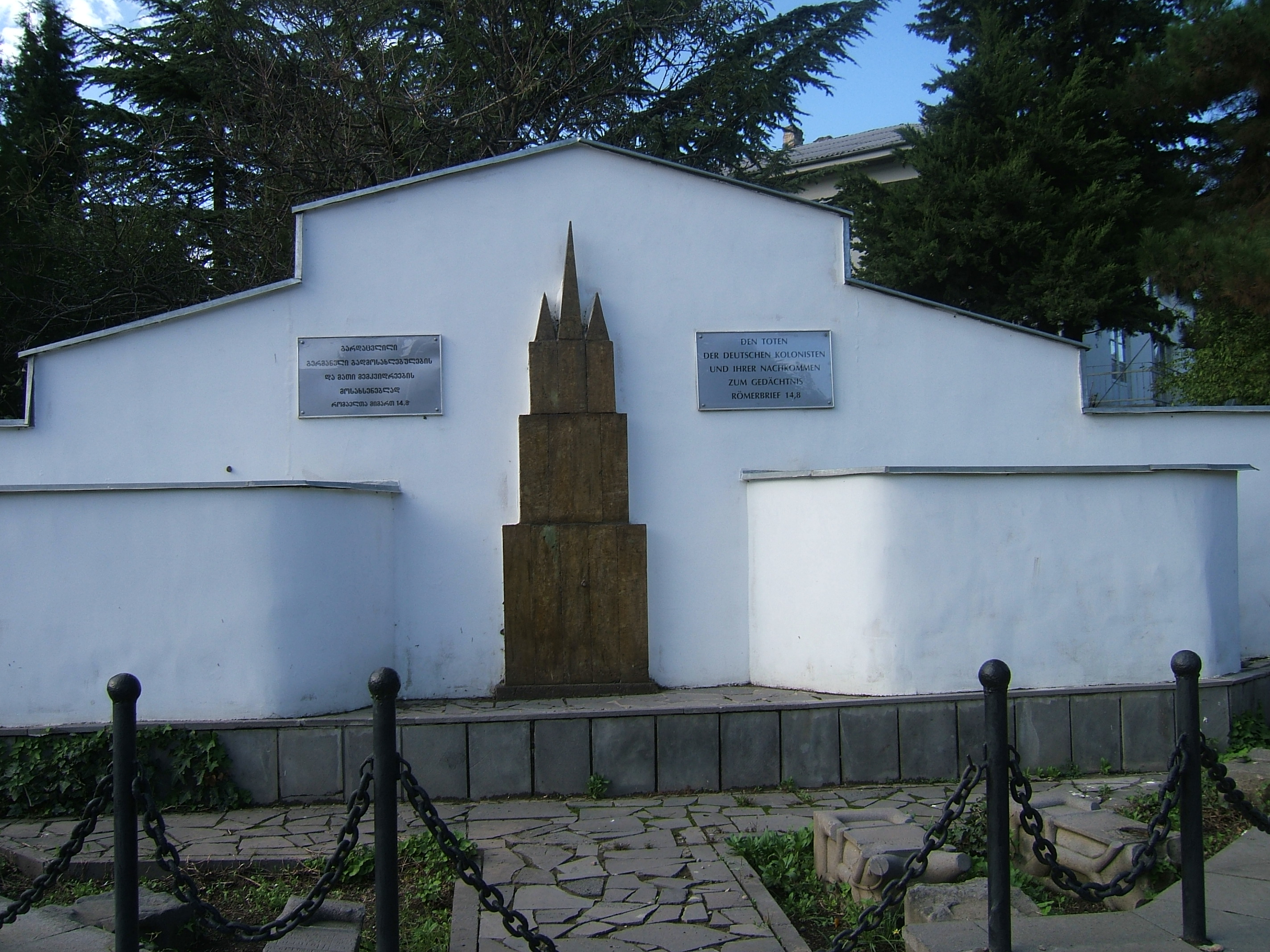
Denkmal für die deutschen Bewohner Katharinenfelds
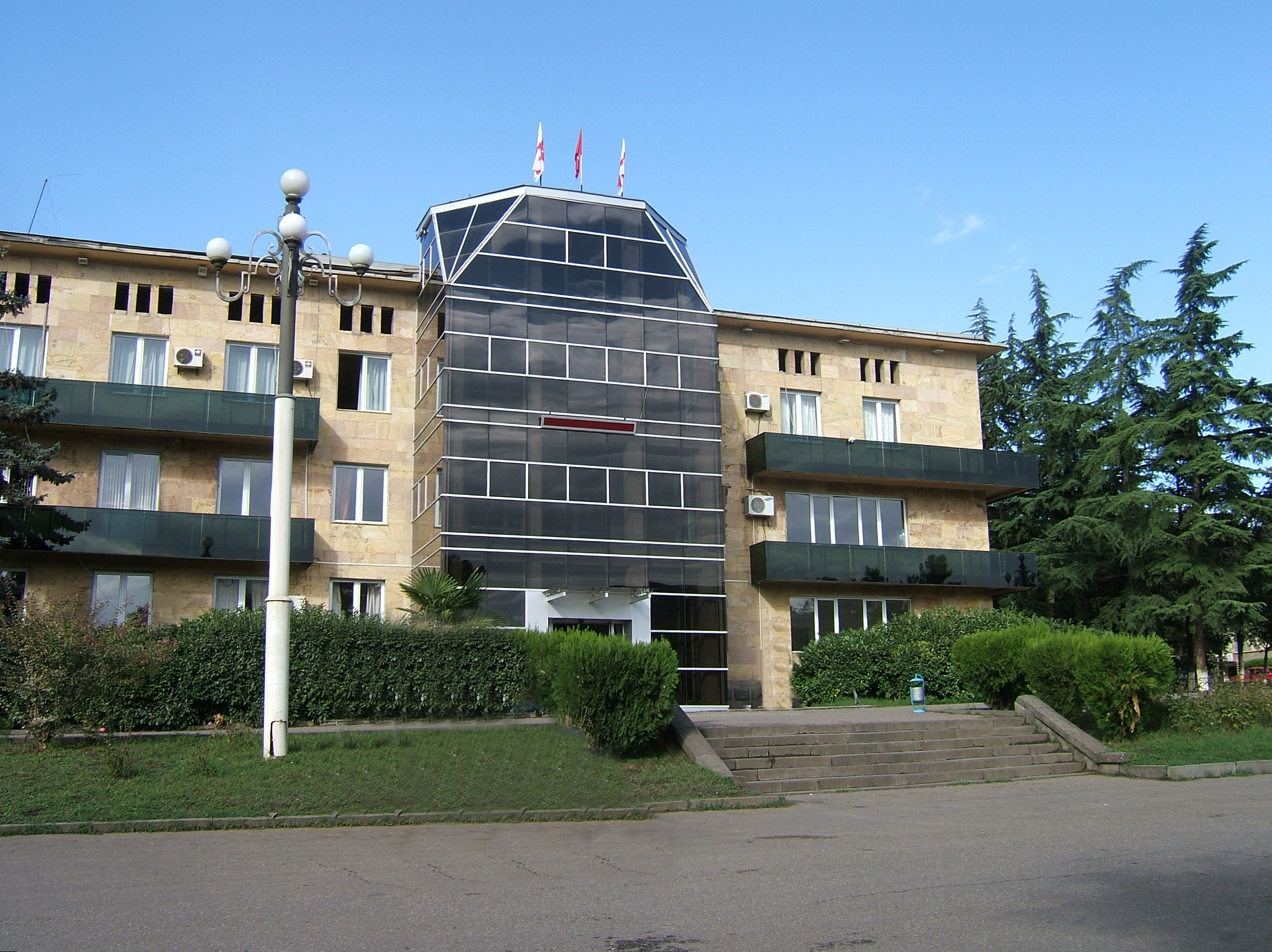
Das Rathaus von Bolnissi
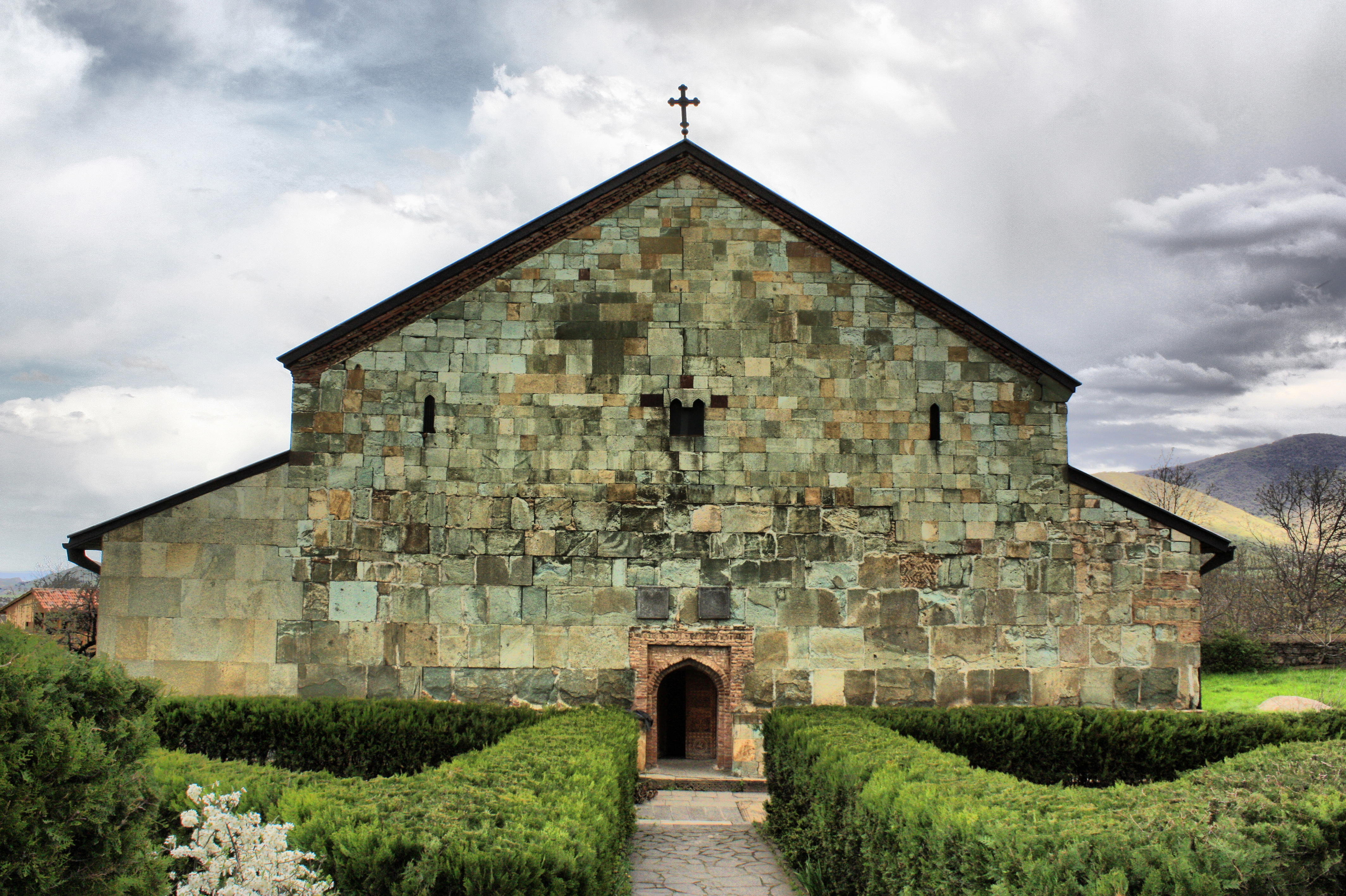
Die Bolnissier Sioni-Kirche

## Bolnissi Regionalmuseum

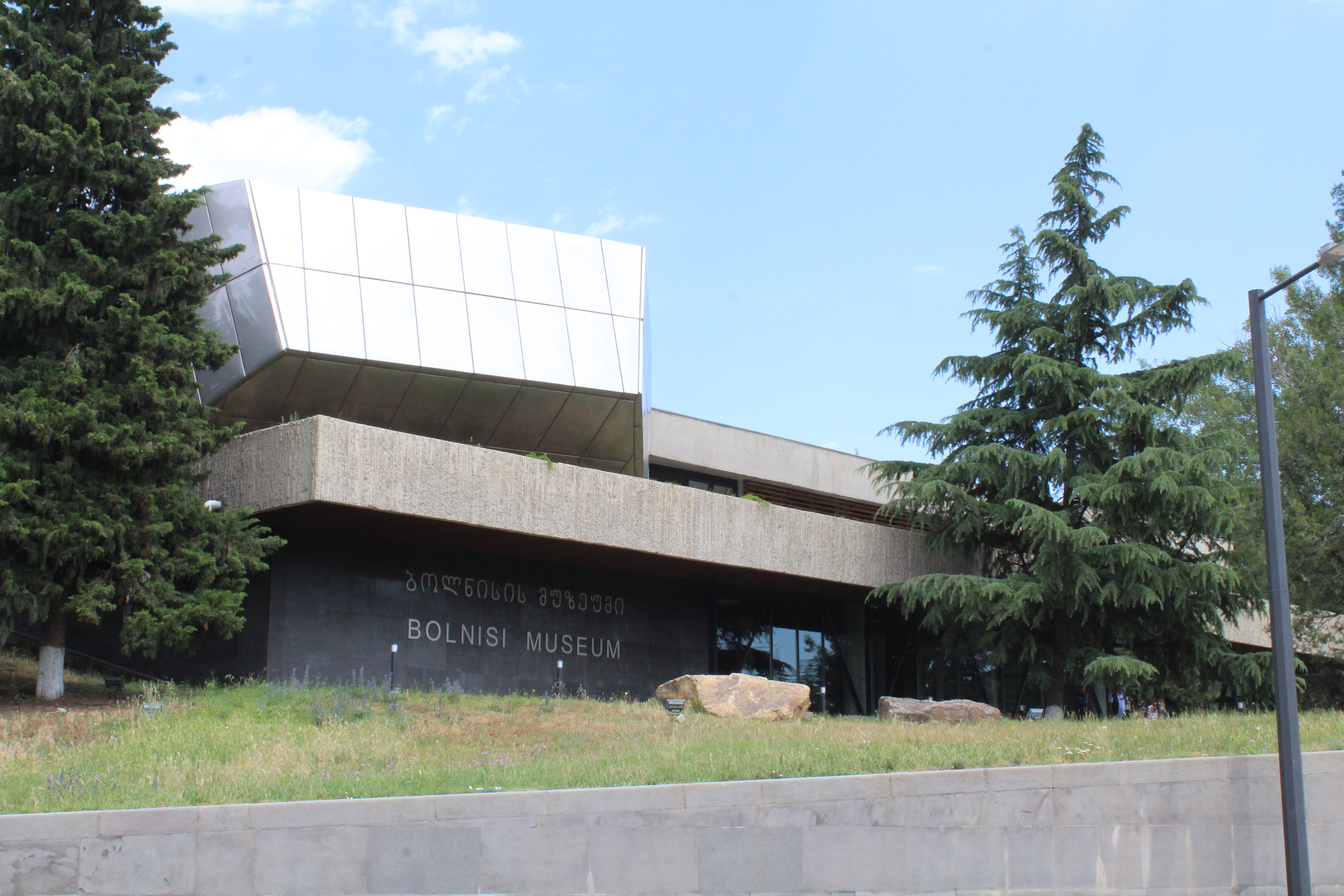
Außenansicht des Museums (2021)

Das Bolnissi Regionalmuseum wurde im Mai 2020 eröffnet und war für den „European Museum of the Year Award 2022“ nominiert.
In einer modernen Architektur von Architekt Gaga Kiknadze wird die Geschichte der menschlichen Entwicklung der Region Niederkartlien dargestellt. Die Ausstellung besteht aus vier Etappen. Sie beginnt mit den ältesten außerafrikanischen Funden von homininen Fossilien bei Dmanissi, führt dann durch die menschlichen Errungenschaften der Stein-, Bronze- und Eisenzeit, wobei besonders auf den Goldbergbau in Sakdrissi eingegangen wird, und widmet sich im dritten Abschnitt der zweitausendjährigen Geschichte der Christianisierung und dem Zusammenleben der Religionen und Kulturen der Region. Im Mittelpunkt des letzten Saales steht die deutsche Besiedlung aus dem frühen 19. Jahrhundert.